# Podvinje (Chorwacja)
Podvinje – wieś w Chorwacji, w żupanii brodzko-posawskiej, w mieście Slavonski Brod. W 2011 roku liczyła 3575 mieszkańców.
Leży na przedmieściach Slavonskiego Brodu. Miejscowa gospodarka oparta jest na rolnictwie.
Pierwsza historyczna wzmianka o miejscowości pochodzi z 1577 roku. Do 1691 roku znajdowała się pod panowaniem osmańskim.